# Lotter-Putsch
Der Lotter-Putsch am 19. Februar 1919 war ein gescheiterter Versuch zur Entmachtung des bayerischen Ministerpräsidenten Kurt Eisner. 
Der Obermaat Konrad Lotter (* 7. April 1889; † 11. Januar 1978), Mitglied des Landessoldatenrates und des provisorischen Nationalrats, versuchte mit 600 (meist bayerischen) Matrosen die Festnahme und Abschiebung von Kurt Eisner in die Tschechoslowakei. Am 19. Februar 1919 besetzten die Putschisten zunächst das Münchner Telegrafenamt und verhafteten den Polizeipräsidenten Josef Staimer und den Stadtkommandanten Oskar Dürr. Der nachfolgende Versuch, das Landtagsgebäude in der Prannerstraße zu besetzen, scheiterte jedoch an dessen Wachen. Bei einem anschließenden Schusswechsel am Hauptbahnhof wurde eine unbeteiligter Trambahnfahrer tödlich verletzt, danach brach der Aufstand zusammen.
Konrad Lotter wurde verhaftet und saß bis Anfang Mai in Stadelheim ein, jedoch wurde der Putschversuch nicht strafrechtlich geahndet.
Die Hintergründe des Putsches konnten nicht geklärt werden. Angeblich war auch der bayerische Innenminister Erhard Auer beteiligt, auch die Firma Krupp soll gerüchteweise mit einer größeren Geldspende beteiligt gewesen sein.